# Lauda Europe
Lauda Europe Limited je maltská nízkonákladová letecká společnost, která působí jménem své mateřské společnosti Ryanair. Letecká společnost zajišťuje pro Ryanair pronajaté lety s posádkou a charterové lety.

## Historie
Lauda Europe je nástupce rakouského dopravce Lauda. V roce 2020 společnost Ryanair Holdings zrušila svou rakouskou jednotku ve prospěch Lauda Europe, nově založené maltské dceřiné společnosti, a převedla na novou leteckou společnost flotilu 29 letadel Airbus A320. Zaměstnancům společnosti Lauda byly nabídnuty nové pozice ve společnosti Lauda Europe.
V květnu 2021 generální ředitel skupiny Ryanair Michael O'Leary uvedl, že společnost Lauda Europe by mohla přejít na flotilu letadel typu Boeing 737. V červenci 2022 však oznámil, že Ryanair prodlouží pronájem Airbusů A320 až do roku 2028.

## Flotila

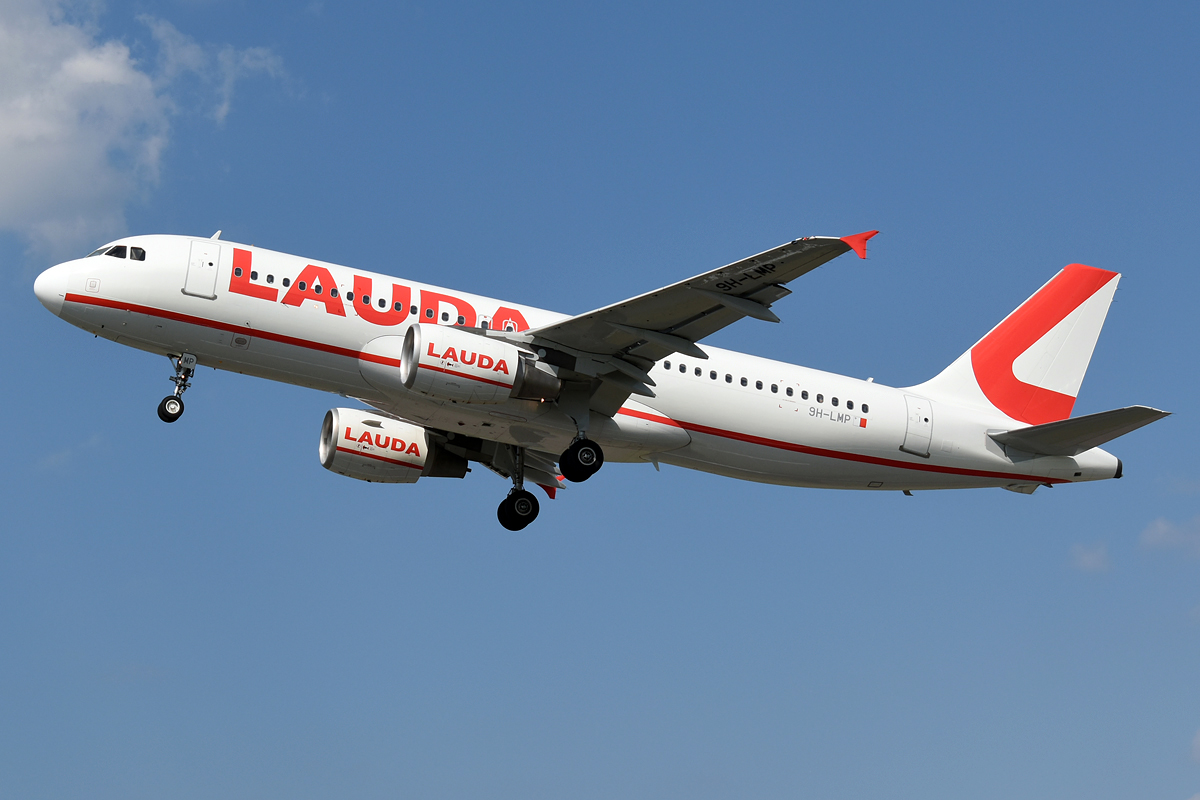
Airbus A320-200 společnosti Lauda Europe při startu z letiště v Tallinnu v roce 2021

Lauda Europe provozuje flotilu letadel typu Airbus A320.
| Letadlo         | V provozu | Cestující |
| --------------- | --------- | --------- |
| Airbus A320-200 | 26        | 180       |
| Celkem          | 26        |           |